# Матті Ванганен
Ма́тті Та́нелі Ва́нганен (фін. Matti Taneli Vanhanen; нар. 4 листопада 1955, м. Ювяскюля, Фінляндія) — фінський політик. Депутат парламенту Фінляндії, міністр оборони. Прем'єр-міністр Фінляндії (24 червня 2003 — 18 червня 2010). Був головою партії Кескуста (Центр).

## Біографія
Народився в родині біженця з Карелії Тату Ванганена, який залишив рідне село Вуоксенранта з огляду на радянську окупацію (1940). Закінчив Гельсінський університет, працював журналістом та редактором регіонального видання Kehäsanomat (1985—1991). Також був колумністом інших видань, де, зокрема, коментував акції на захист естонської незалежності 1985.
1991 обраний до фінського парламенту (Едускунта) за списком партії Кескуста (Центр). Займався питаннями екології, зокрема прославився тим, що заблокував будівництво п'яти атомних блоків електростанції (1992). Також був активним у європейській політиці, безпекових проектах ЄС.
2003 — міністр оборони в уряді Аннелі Яаттеенмякі. Після її відставки обраний прем'єр-міністром коаліцією партій Центр, Соціал-демократична Партія та Шведська народна партія.
2006 — взяв участь у виборах президента Фінляндії. Набрав 18,6 % голосів (третє місце).
2007, 18 квітня — сформував другий уряд. Жінки становили більшість в уряді Ванганена — їм належало 12 з 20 портфелів.

## Український напрямок
Ванганен був активним на українському напрямку після Помаранчевої революції, адже фінські фірми давно намагалися увійти на український енергоринок, зокрема розробки торфу. Офіційна зустріч із Президентом Ющенком та прем'єр-міністром Єхануровим відбулася у жовтні 2005. Проте низька віддача від контактів на найвищому рівні швидко його розчарувала.

## Особисте життя
1985 — одружився з Мер'я Ванганен (фін. Merja Vanhanen), стюардесою. Має дочку (Аннастійна 1991) та сина (Югана 1994). Після медійного скандалу (журналісти тривале розкопали смс-листування зі стриптизеркою) дружина оголосила про намір розлучитися.
Автор кількох книжок, зокрема Vaikeita valintoja (Ювяскюля, 2002).